# Phobia (együttes)
A Phobia amerikai grindcore együttes. 1990-ben alakult a kaliforniai Orange County-ban. 

## Tagok
- Shane McLachlan - ének (1990-)
- Calum Mackenzie - basszusgitár
- Bruce Reeves - gitár (1990-1997, 2016-), basszusgitár (1999-2004)
- Danny Walker - dob (2005-2009, 2016-)

## Diszkográfia
- Means of Existence (1998)
- Serenity Through Pain (2001)
- Cruel (2004)
- 22 Random Acts of Violence (2008)
- Remnants of Filth (2012)
- Lifeless God (2017)